# 鄭煕燮
鄭 煕燮（チョン・ヒソプ、朝鮮語: 정희섭、1920年2月1日 - 1987年10月26日）は、大韓民国の官僚、医師、政治家、陸軍軍人。初代労働庁（現・雇用労働部）長、第9・12代保健社会部（現・保健福祉部）長官、第9・10代韓国国会議員などを歴任した。キリスト教徒。

## 経歴
日本統治時代の平安南道平原郡（現・朝鮮民主主義人民共和国領）出身。崇実中学校、平壌医学専門学校（現・平壌医科大学）卒業。1943年に卒業後は医師となり、中国の河南省、浙江省の病院に勤務した。開封の河南医院勤務中に韓国光復軍徴募第3分処と内通し、徴募などの地下活動に協力していた。光復後に帰国し、ソウルで開業医として活動した。
1954年、長崎医科大学（現・長崎大学）で医学博士学位を取得した。朝鮮戦争の休戦から1961年までの8年間に陸軍軍医学校校長、医務教育基地司令部司令官、大韓民国陸軍医務監を歴任した。その後は陸軍准将として予備役に編入した。5・16軍事クーデター後の1961年7月7日より第9代保健社会部長官に起用され、1963年12月16日まで務めた。1961年11月11日には再建国民運動中央委員会の委員に選ばれた。1963年9月2日より初代労働庁（現・雇用労働部）長に任命され、1964年1月17日に初代労働庁長を退任した。1966年に韓国海外開発公社の社長を務め、4月に第12代保健社会部長官に就任し、1969年10月まで務めた。1970年に国際連合食糧農業機関の飢餓解放運動韓国委員会委員長、1972年に社会開発協会会長などを務めた。1973年の第9代総選挙で民主共和党候補としてソウル冠岳区から出馬し、第9代国会議員に当選した。
1973年以降は民主共和党政策委員会保社分科委員長、韓国労働研究会会長、正修職業訓練院理事長、韓米財団開井病院院長、保健奨学会理事長、韓国地域保健協会長、韓国ハンセン病研究院理事長、昌原職業訓練院理事長、始興総合病院理事長などを歴任した。1987年に67歳で死去した。
なお、鄭は宗教の信仰を超え、円光大学校の医学部設置当時、理事長を務めていた益山市の病院を大学側に無償寄贈したため、2017年頃に円光大学校の「大学を輝かせた5人」の1人に選ばれた。